# Shoichi Nishimura
Shoichi Nishimura, född 30 november 1911 i Hyōgo prefektur, Japan, död 22 mars 1998, var en japansk fotbollsspelare.